# Blériot (motorfiets)

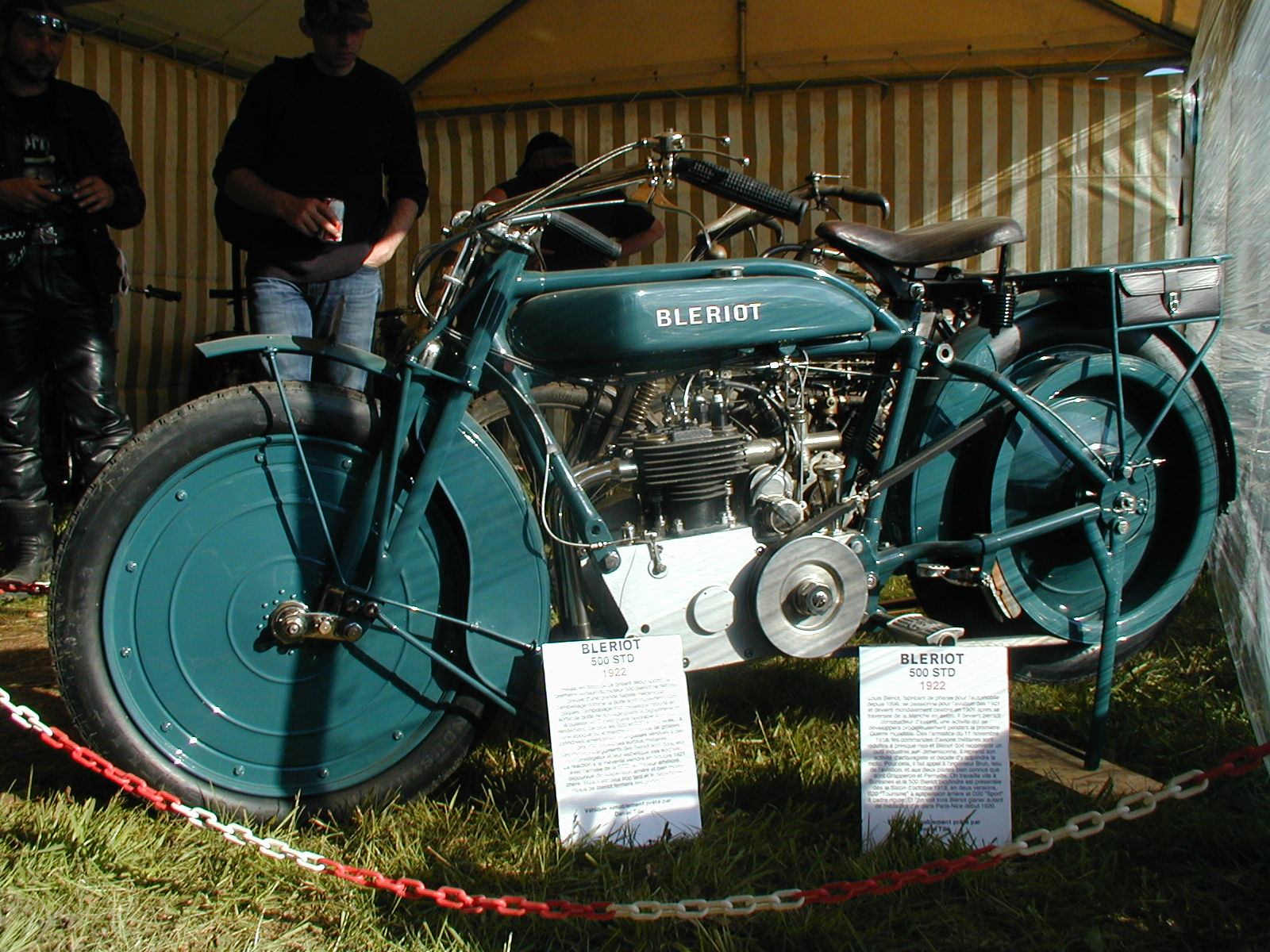
Blériot 500 cc uit 1922

Blériot was een Frans motorfietsenmerk dat van 1919 tot 1923 heeft bestaan. De fabriek werd opgericht door de luchtvaartpionier Louis Blériot.
Na de Eerste Wereldoorlog raakte de vliegtuigindustrie in verval en Blériot zocht andere middelen van bestaan. Zijn (inmiddels verkochte) Britse bedrijf Air Navigation and Engineering Company bouwde bijvoorbeeld de Blériot-Whippet cyclecar. Blériot zelf begon in Frankrijk motorfietsen te produceren.
Aanvankelijk kwam er een 500cc-paralleltwin met zijkleppen en schijfwielen met een topsnelheid van 80 km/h. Op basis van deze machine kwamen er nog een sportmodel dat 90 km/h haalde en in 1920 ook een zijspancombinatie. Deze laatste was ook met kopklepmotor leverbaar. De vele kinderziekten en de verzadigde markt verhinderden succes en in 1923 stopte Blériot de productie.